# Weberzunfthaus (Kempten)

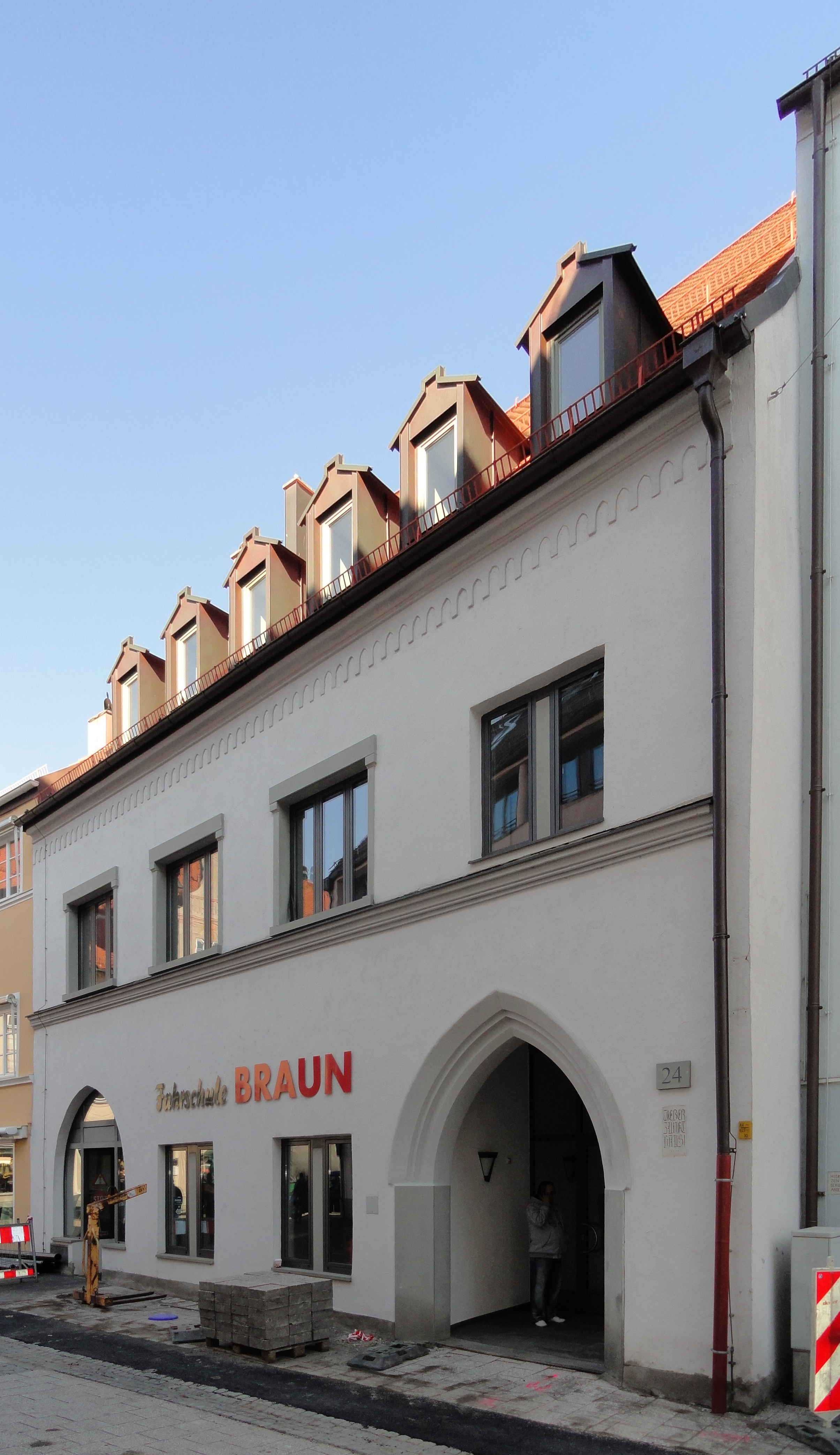
Das Weberzunfthaus an der Gerberstraße in Kempten (Allgäu)

Das Weberzunfthaus (manchmal auch nur Weberzunft) in der ehemaligen Reichsstadt von Kempten (Allgäu) ist ein als Traufseitbau errichtetes, denkmalgeschütztes Gebäude mit der Anschrift Gerberstraße 24. Die Weberzunft wurde um 1460 erbaut und hat zwei Spitzbogeneingänge. Die Ausstattung des großen Saals wurde 1912 ausgebaut und 1934 im Kemptener Rathaus eingebaut.
Im Obergeschoss sind vier dreiteilige Rechteckfenster in profilierten Rahmen zu sehen.